# SS Iowan
Le SS Iowan est un cargo américain construit en 1914 pour l'American-Hawaiian Steamship Company. Pendant la Première Guerre mondiale, il sert de transport pour l'United States Navy sous le nom d'USS Iowan (ID-3002).